# Kvalvåg
Kvalvåg är en tidigare tätort i Kristiansunds kommun i Møre og Romsdal fylke i västra Norge. Orten ligger vid fylkesväg 6096, på den östra delen av ön Frei, sydöst om staden Kristiansund.
Sedan 2013 räknas orten inte längre som en tätort.
Tidigare har orten tillhört dåvarande Frei kommun.